# Discografia de Reel Big Fish
A seguir a Discografia da banda Reel Big Fish

## Álbuns de estúdio
| Ano  | Detalhes do Álbum | Melhores posições nas paradas | Melhores posições nas paradas | Melhores posições nas paradas | Certificações |
| Ano  | Detalhes do Álbum | US                            | US Indie                      | UK                            | Certificações |
| ---- | --- | ----------------------------- | ----------------------------- | ----------------------------- | ------------- |
| 1995 | Everything Sucks - Lançado: 1995 - Gravadora: Piss-Off Records - Formato: CD                                             | 106                           | —                             | 190                           |               |
| 1996 | Turn the Radio Off - Lançado: Agosto 13, 1996 - Gravadora: Mojo Records/Jive Records - Formato: CD                       | 57                            | —                             | —                             | US: Ouro      |
| 1998 | Why Do They Rock So Hard? - Lançado: Outubro 20, 1998 - Gravadora: Mojo Records/Jive Records - Formato: CD               | 67                            | —                             | —                             |               |
| 2002 | Cheer Up! - Lançado: Junho 25, 2002 - Gravadora: Mojo Records/Jive Records - Formato: CD                                 | 115                           | —                             | 96                            |               |
| 2005 | We're Not Happy 'til You're Not Happy - Lançado: Abril 5, 2005 - Gravadora: Mojo Records/Jive Records - Formato: CD, DVD | 155                           | —                             | —                             |               |
| 2007 | Monkeys for Nothin' and the Chimps for Free - Lançado: Julho 10, 2007 - Gravadora: Rock Ridge Music - Formato: CD, DVD   | 106                           | 13                            | 190                           |               |
| 2009 | Fame, Fortune and Fornication - Lançado: Janeiro 20, 2009 - Gravadora: Rock Ridge Music - Formato: CD                    | 177                           | 26                            | —                             |               |
| 2012 | Candy Coated Fury - Lançado: Julho 31, 2012 - Gravadora: Rock Ridge Music - Formato: CD                                  | 91                            | 14                            | TBA                           |               |

## Álbuns ao vivo
| Ano  | Detalhes do álbum | Melhores posições nas paradas | Melhores posições nas paradas |
| Ano  | Detalhes do álbum | US                            | UK                            |
| ---- | --- | ----------------------------- | ----------------------------- |
| 2006 | Our Live Album Is Better Than Your Live Album - Lançado: Agosto 22, 2006 - Gravadora: Rock Ridge Music - Formato: CD, DVD | —                             | —                             |

## Álbuns de compilação
| Ano  | Detalhes do álbum                                                                                           | Melhores posições nas paradas | Melhores posições nas paradas |
| Ano  | Detalhes do álbum                                                                                           | US                            | UK                            |
| ---- | --- | ----------------------------- | ----------------------------- |
| 2000 | Viva La Internet - Lançado: Abril 22, 1996 - Gravadora: Self-released - Formato: CD                         | —                             | —                             |
| 2002 | Favorite Noise - Lançado: Março 12, 2002 (para Europe) - Gravadora: Mojo Records/Jive Records - Formato: CD | —                             | 115                           |
| 2006 | Greatest Hit...And More - Lançado: Novembro 21, 2006 - Gravadora: Jive Records - Formato: CD                | —                             | —                             |
| 2010 | A Best of Us for the Rest of Us - Lançado: Julho 20, 2010 - Gravadora: Rock Ridge Music - Formato: CD       | —                             | —                             |

## EP
| Ano  | Detalhes do álbum                                                                                  | Melhores posições nas paradas | Melhores posições nas paradas |
| Ano  | Detalhes do álbum                                                                                  | US                            | UK                            |
| ---- | -------------------------------------------------------------------------------------------------- | ----------------------------- | ----------------------------- |
| 1997 | Keep Your Receipt EP - Lançado: Julho 1, 1997 - Gravadora: Mojo Records/Jive Records - Formato: CD | —                             | —                             |
| 2002 | Sold Out EP - Lançado: Março 12, 2002 - Gravadora: Mojo Records/Jive Records - Formato: CD         | —                             | 62                            |
| 2007 | Duet All Night Long - Lançado: Fevereiro 20, 2007 - Gravadora: Reignition Records - Formato: CD    | —                             | —                             |
| 2014 | Happy Skalidays - Lançado: Dezembro 12, 2014 - Gravadora: Rock Ridge Music - Formato: CD           | —                             | —                             |

## Demos
- 'In The Good Old Days... (1992)
- Return of the Mullet (REEL BIG FISH) (1994)
- Buy This! (1994)

## Video
- The Show Must Go Off! - Reel Big Fish Live at the House of Blues (2003)
- You're All in This Together (2006)
- Reel Big Fish Live! In Concert! (2009)

## Singles
- Sell Out (#10 Modern Rock, #69 Hot 100 Airplay)
- Take on Me
- Talkin' 'Bout a Revolution
- Where Have You Been? (76# UK)
- Monkey Man (#86 UK)